# 傑格瓦爾
傑格瓦爾是巴基斯坦的城市，由旁遮普省負責管轄，位於該國北部，距離首都伊斯蘭堡90公里，始建於1525年，海拔高度498米，受半乾旱氣候影響，2010年人口117,221。